# Крістина Горська
Крістина Горська (чеськ. Kristýna Horská; нар. 30 вересня 1997, Прага, Чехія) — чеська плавчиня.
Учасниця Олімпійських Ігор 2020 року, де в попередніх запливах на дистанції 200 метрів брасом посіла 19-те місце і не потрапила до півфіналів, а в півфіналах на дистанції 200 метрів комплексом посіла 16-те (останнє) місце і не потрапила до фіналу. В естафеті 4x100 метрів вільним стилем її збірна посіла 14-те місце і не потрапила до фіналу.